# نیزه (بازی)

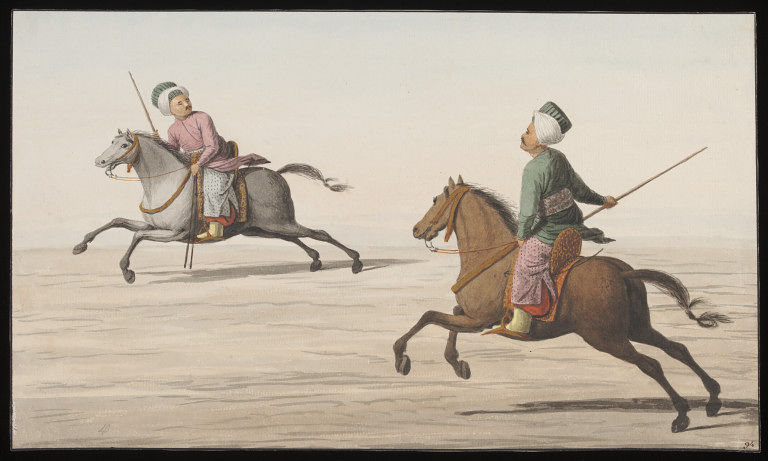
نیزه

(پرتاب) نیزه یکی از ورزش‌هایی است که بر روی اسب و بیشتر در منطقه‌های ترک نشین کشور ترکیه از زمان الب ارسلان انجام می‌شود. این ورزش با قوانینی است که ورزشکار سوار بر اسب را هدف قرار می‌دهد تا نیزه خود را به‌طور دقیق به سمت حریف پرتاب کند و در لحظه نبرد بر خود و بر کوه خود مسلط شود و بر حریف خود پیروز شود. این ورزش، بیشتر در شهرهای قارص، بایبورت، اردهان، اوشاک و ارزروم بازی می‌شود.

## تاریخ
نیزه به عنوان بازی جنگی توسط ترکها از زمانی که از آسیای مرکزی به منطقه آناتولی آمده بودند، شناخته می‌شود. نیزه که در دوره‌های بعد در آناتولی بازی می‌شد و به عنوان ورزش سوارکاری نیز شناخته می‌شد ، از ابتدا نسلی به نسل دیگر منتقل شد و تا به امروز نیز به حیات خود ادامه می‌دهد. این ورزش که در دوره آلپ ارسلان در آناتولی انجام می‌شد، به ویژه در مناطق مختلف آناتولی شرقی و مرکزی رایج تر است. نیزه که در قرن‌ها به عنوان یک بازی جنگی بازی می‌شد، بزرگ‌ترین ورزش نمایشی در امپراتوری عثمانی و کاخ آن در دوره‌های بعدی، به‌ویژه در قرن نوزدهم بود. با توجه به خطر جانی در مسابقات در زمان سلطنت محمود دوم، این بازی ممنوع شد و پس از آن دوباره به عنوان یک بازی نمایشی در آناتولی شروع شد. امروزه مشاهده می‌شود که مردم ساکن در منطقه آناتولی شرقی علاقه زیادی به ورزش نیزه در ترکیه نشان می‌دهند. در استان ارزروم که در این منطقه قرار دارد، اولین باشگاه تخصصی ورزش سوارکاری در سال ۱۹۵۷ تأسیس شد. تعداد باشگاه‌های ورزشی سوارکاری در بخش‌ها، شهرها و روستاهای این استان در مجموع یازده باشگاه است. استان اوشاک با فعالیت ۳۰ باشگاه در این استان بیشترین تعداد باشگاه ورزشی سوارکاری در ترکیه را در این زمینه دارد. علاوه بر بازی سنتی نیزه، بازی «چوب مصر» که در تاریخ به «پرتاب سنجاق» معروف است و با سنجاق‌هایی کوتاه‌تر از نیزه بازی می‌شود، در استان اوشاک نیز ادامه دارد.

## ویژگی‌های بازی
رفتارهایی با هدف شکست دادن و شکست دادن دشمن به صورت تیمی در جنگ و در نهایت پیروزی قویترین‌ها موضوع اصلی مسابقات پرتاب نیزه است. رفتار " بخشش و بخشش حریف " که در هیچ مسابقه ورزشی یافت نمی‌شود و فقط در پرتاب نیزه وجود دارد، معنای دیگری به ورزش پرتاب نیزه می‌دهد. برای ورزشکار و تیمش که حریف خود را اهدا می‌کنند، امتیاز کسب می‌کند. این رفتار که بیانگر لزوم بلند نکردن دست به سوی ضعیف و بخشش افراد ضعیف به جای ضربه زدن به آنهاست، تقریباً ترکیبی از ورزش و فضیلت است. این رفتارهای پرمعنای ورزشکارانی که حریف خود را بخشیدند و در زمانی که فرصت ضربه زدن با نیزه را پیدا کرد، راه حریف را نبستند و به او ضربه نزدند، اشراف آنها را آشکار می‌کند. به ویژه در شهرهای ارزروم، بایبورت، ارزنجان، سیواس، توکات، اوشاک و سوغوت که مسابقات جاولین برگزار می‌شود، علاقه مردم به این ورزش شدید است. باشگاه‌های نیزه (سواری) که روز به روز بر تعداد آنها در آناتولی افزوده می‌شود، مسابقاتی را هم به صورت محلی و هم هر از چند گاهی با همکاری فدراسیون شاخه‌های ورزش‌های سنتی ترکیه در هر فصل از سال برگزار می‌کنند. بازی‌های نیزه که در ترکیه به صورت فدراسیون انجام می‌شود نشان از اهمیتی است که ترک‌ها به نیزه داده‌اند.

## عبارات استفاده شده
مانند هر رشته ورزشی دیگر، در ورزش پرتاب نیزه از عبارات خاصی استفاده می‌شود. اینها هم جملات مربوط به بازی و هم عینی هستند.
- مربوط به بازی: آلن برای میدانی که در آن نیزه نواخته می‌شود، با طبل و کلار برای اطلاع مردم از بازی ، Cirit Havası برای موسیقی‌هایی که قبل و در حین بازی با ریتم‌های خاص پخش می‌شود تا به بازی رنگ بدهد و دوباره طبل‌های مخصوص منطقه ای که بازی در آن انجام می‌شود، برای تشویق اسب‌ها به بازی قبل از بازی. موسیقی که با زورنا پخش می‌شود Horse Play Air، تیم متشکل از پنج نفر Bölük و تیم متشکل از از هفت نفر علی نام دارد.
- مربوط به اسب‌ها: رهوان، اسبی که مرتب می‌دود با انداختن پاهایش به یک طرف، انگار با دو پا می‌دود، رهوان، اسبی که بدون تکان دادن سوارش می‌دود، آهسته، آهسته راه رفتن اسب با بار زدن روی باسن عقب اسب، Tırısa بلند شدن، راه اسب تند می‌دود Canter، سریع‌ترین کانتر اسب تهاجمی کانتر، هم ترازی دو اسب سر اسب، افسار متصل به سر اسب‌ها، افسار متشکل از غیر رکاب بریدن که به کمر اسب با تسمه‌های ستونی که روی نمد یا پشمک از وسایل بالا قرار می‌گیرد را زین نیز می‌گویند.
- مربوط به ورزشکاران: عثمانی به معنای سواره نظام برای سربازان سواره، سپاهی برای کسانی که در بازی نیزه مهارت دارند و در اسب سواری مهارت دارند، اسب بازی برای تسلط بر اسب و نشان دادن مهارت، سگمن. به قدرت تیمی که در بازی پرتاب نیزه به صورت اسب به ترتیب سلسله مراتبی شرکت می‌کند، اسب بازیکنی که در آن مهارت و مهارت نشان می‌دهد، آکروبات اسب نامیده می‌شود، کسانی که در صف اسب در بازی نیزه می‌ایستند، Range نامیده می‌شوند. کاپیتان تیم با علامت روی یک بازو تیم همکار، بازیکنی که نیزه خود را به اسب حریف می‌زند تازه‌کار و به کسانی که در حین بازی می‌میرند شهید می‌گویند.

## بازی و قوانین آن
داورهای مسابقه را با بررسی رکاب شروع می‌کنند. کلباشی مسئول تمام اعمال مثبت و منفی همه ورزشکاران تیمش است. او تاکتیک‌های بازی را به تیمش می‌دهد. کولباشی از بازیکنانی که به موقع یا نابهنگام خارج می‌شوند یا همزمان دوبل می‌کنند، جلوگیری می‌کند. اگر تیم‌ها در ترکیب گروهی باشند، دو بازیکن تعویضی و اگر در هنگ باشند، سه بازیکن تعویضی دارند. بازیکنان تعویضی در فضای باز در زمین خود و پشت داور زمین منتظر می‌مانند. تعویض‌ها توسط داور زمینی در زمان توقف بازی با اطلاع داور اول انجام می‌شود. حداکثر ۳ تعویض در یک بازی انجام می‌شود. بازیکنی که بازی را ترک می‌کند دیگر وارد بازی نمی‌شود. روی هر بازیکن اعدادی در پشت و دو طرف پارچه نوشته شده روی اسب‌هایشان. (تعداد ورزشکار و اسب یکسان است. .) اگر پیراهن تیم‌ها همرنگ است: شماره تیم. در تیم A از ۱ تا ۱۰ و در تیم B از ۱۱ تا ۲۰ است. حق شروع بازی و اول بیرون رفتن به تیمی داده می‌شود که در پایان تساوی زمین را از دست داده باشد. خروجی‌های هنگ از ایستگاه هنگ انجام می‌شود. تخلف خروج زودهنگام، به عنوان منطقه ممنوعه؛ تخطی از خروج دوبل، شلیک از خارج از محدوده تیراندازی محسوب می‌شود. تنها در این صورت است که بازیکن دیگری می‌تواند پس از اینکه هر دو بازیکن معیوب به محل تمسخر آمدند، حرکتی انجام دهد. یک پرتاب کننده نیزه با ساختن یک حلقه نیم یا کامل در زمین بازی، نیزه خود را به سمت یکی از ورزشکاران حریف پرتاب می‌کند. قرقره‌های کامل را نمی‌توان بیش از دو بار ساخت. نیزه معمولاً به صورت نمایشی پخش می‌شود. در بازی پرتاب نیزه ورزشکار برای جلوگیری از پرتاب نیزه توسط حریف حرکات مختلفی انجام می‌دهد و به پهلوی راست و چپ اسب، زیر شکم یا روی گردن می‌خوابد. برخی از ورزشکاران تا رسیدن به خط فرار حریفان خود را تعقیب می‌کنند و سپس نیزه پرتاب می‌کنند. آنها برای ضربه زدن به آنها امتیاز کسب می‌کنند. بازیکنانی که در طول بازی با نیزه به سر و صورت خود ضربه می‌زنند، احتمال آسیب دیدگی دارند. احتمال مرگ و میر ناشی از چنین ضربه‌هایی وجود دارد. در این صورت ورزشکار فوت شده طبق سنت ورزش در زمین خصوصی فوت شده‌است. این سنت خود ورزش است که بستگان ورزشکاران متوفی نه شاکی هستند و نه شاکی. حتی آن را به عنوان شجاعت در نظر می‌گیرند و به خود می‌بالند. هنگامی که نیزه بر روی نقاط بازی می‌شود. طبق قوانینی که تیم‌ها قبل از بازی تعیین می‌کنند، تیمی که بیشترین امتیاز را کسب کند، برنده بازی پرتاب نیزه محسوب می‌شود. توسط هر دو تیم و افراد حاضر در آن زمان؛ بازی نیزه با داوری افرادی انجام می‌شود که اعتقاد بر این است که قواعد بازی با نیزه را به خوبی می‌دانند. هیچ‌کس نمی‌تواند به تصمیمات این شخص (داور) و امتیازدهی اعتراض کند.

## امتیاز دهی
در امتیاز دهی، حرکات نمایش داده شده در بازی در نظر گرفته شده و به صورت شماره گذاری شده با امتیاز گرفتن یا از دست دادن امتیاز آنها ارزیابی می‌شود. معیارهای امتیازدهی بازی توسط تیم‌ها قبل از مسابقه تعیین می‌شود و مسابقه بر اساس این مقادیر به پایان می‌رسد. اختلاف امتیاز امتیاز بازی تیم‌ها را مشخص می‌کند. تیمی که بیشترین امتیاز کل را کسب کند شکست خورده محسوب می‌شود.

### حرکات و مقادیر عددی
- اقداماتی که امتیاز کسب می‌کند: ضربه زدن به حریف با نیزه در ایستگاه طعنه و زمین بازی (با شلاق و چوب) ضربه زدن به تیم مقابل محسوب می‌شود که هر یک از این حرکات ۴ امتیاز ارزیابی می‌شود. هر یک از حرکات ضربه زدن به حریف با نیزه در منطقه، دست کشیدن از پرتاب نیزه به طرف حریف (بخشش)، شکستن حرکت حریف، نگه داشتن نیزه پرتاب شده در هوا در زمین بازی (به جز در منطقه ای که توقف طعنه در آن ممنوع است)، برای واگذاری امتیاز در شرایط خطرناک ۳ امتیاز ارزیابی می‌شود.
- اقداماتی که امتیاز از دست می‌دهد: تخلف دادگاه ممنوع، ورود به منطقه طعنه زدن با اسب، نقض خط کناری، خارج شدن از میدان تیر برای تیراندازی، عدم استفاده از حق پرتاب نیزه (حرکت)، خروج زودهنگام یا دوبل از زمین، پیاده شدن از اسب (بدون اجازه)، در زمین ممنوعه اگر ۳ بازیکن یا بیشتر باشد، بازیکنی که حق حرکت دارد از خط کناری وارد بازی می‌شود و ورزشکار عمداً نیزه خود را در محوطه تیراندازی به زمین می‌اندازد. و ورزشکار نیزه را از دست خود رها می‌کند، مقدار بد آن ۱ است، ورزشکار عمداً نیزه را به اسب حریف می‌زند، نیزه را از فاصله نزدیک به طرف حریف پرتاب می‌کند، عمداً اسب خود را به سمت سوارکار حریف پرتاب می‌کند. ارزش ضربه خوردن، افتادن از اسب، شیرجه رفتن عمدی به هنگ مقابل، نبخشیدن حریف در موقعیت لازم، زمانی که انتظار می‌رود گرفتن و بخشش باشد، (بار دوم) سقوط از اسب ۳ است.[۱]